# Kleine kaardenbol
De kleine kaardenbol (Dipsacus pilosus) is een tweejarige plant uit de kamperfoeliefamilie (Caprifoliaceae). De soort staat op de Nederlandse Rode lijst van planten als vrij zeldzaam en stabiel of toegenomen. De plant komt van nature voor in Zuid- en Midden-Europa en in Zuidwest-Azië. Het aantal chromosomen is 2n = 18.
De plant wordt 60-120 cm hoog. De rechtopstaande, vaak bossig vertakte stengels hebben stugge, stekende borstelharen. De eironde rozetbladeren hebben een lange bladsteel en staan schuin omhoog. De gesteelde, onderste stengelbladeren zijn aan de voet niet vergroeid. De bovenste stengelbladeren zijn driedelig met een grote topslip en kleine zijslippen.
De kleine kaardenbol bloeit in juli en augustus met geelwitte of roomwitte  2-2,5 cm lange, enigszins bolvormige hoofdjes. De afstaande of teruggebogen omwindselbladeren zijn veel korter dan het hoofdje, niet stekend en ongeveer even lang als de gewimperde stroschubben. De meeldraden hebben violette helmknoppen.
De vrucht is een 5 mm lang, bruin nootje.
De kleine kaardenbol komt voor op open plekken in loofbossen, bosranden, struwelen, langs beken en spoorwegen, en op steile hellingen.

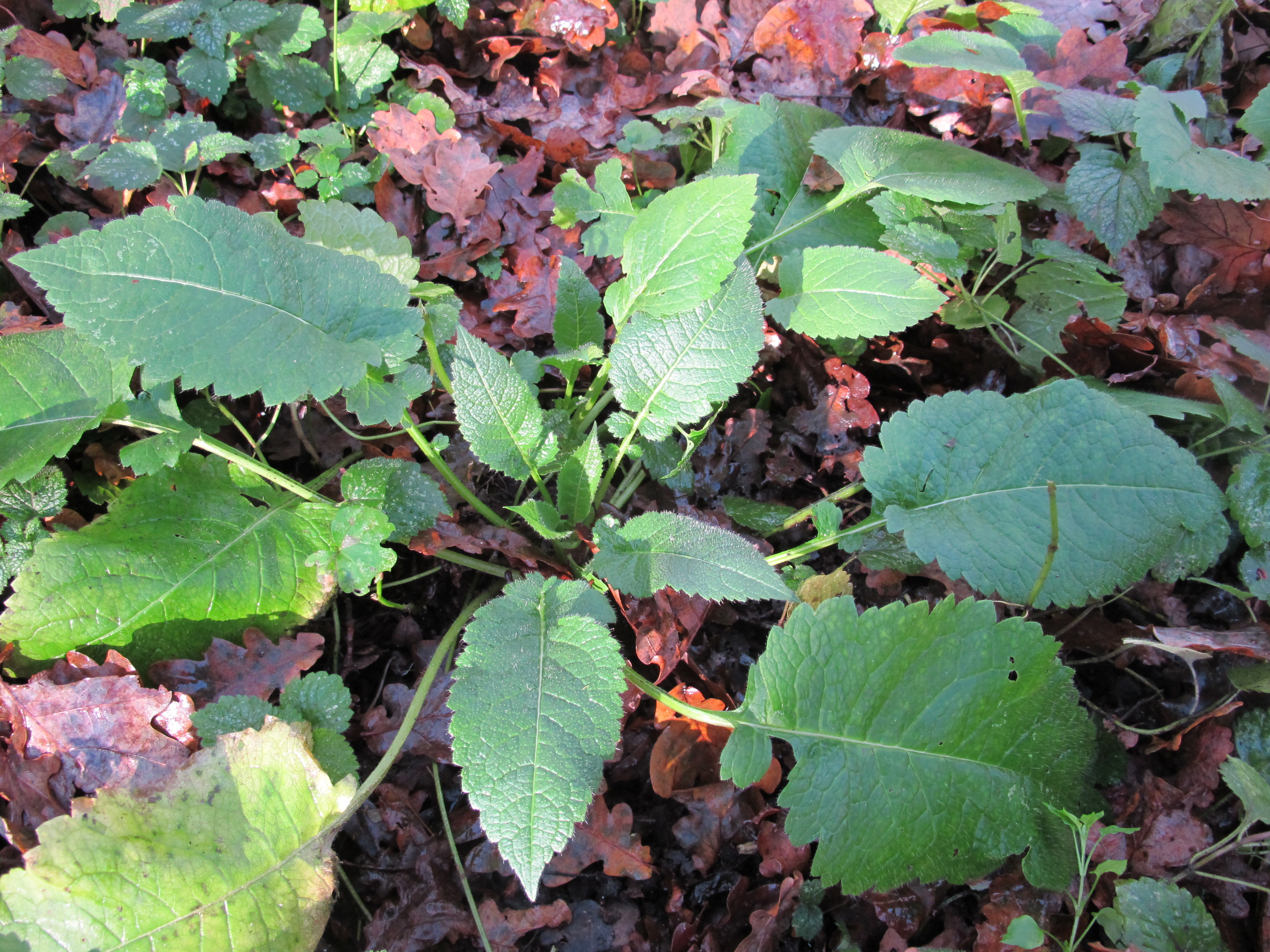
Bladrozet
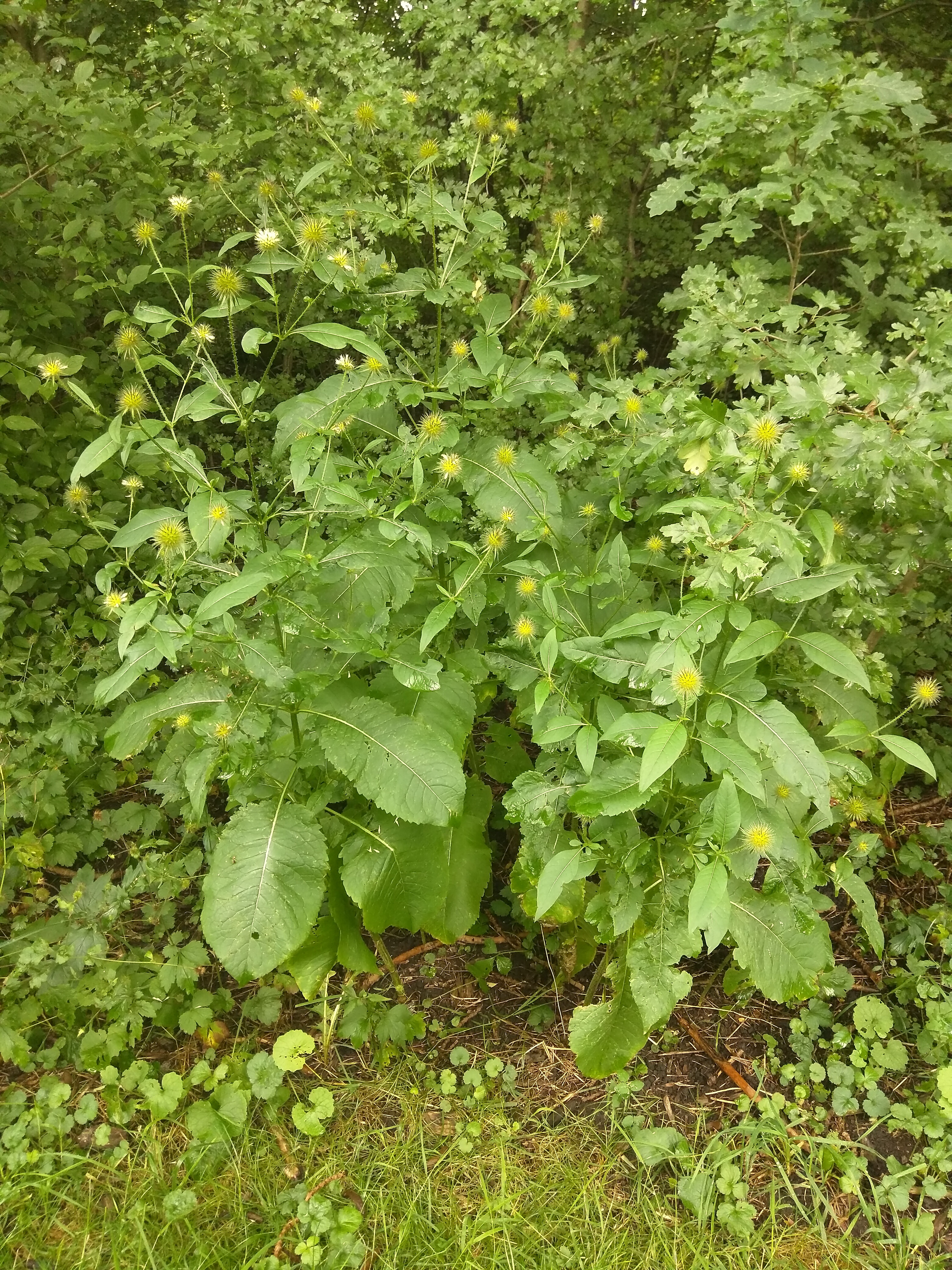
Bloeiende plant
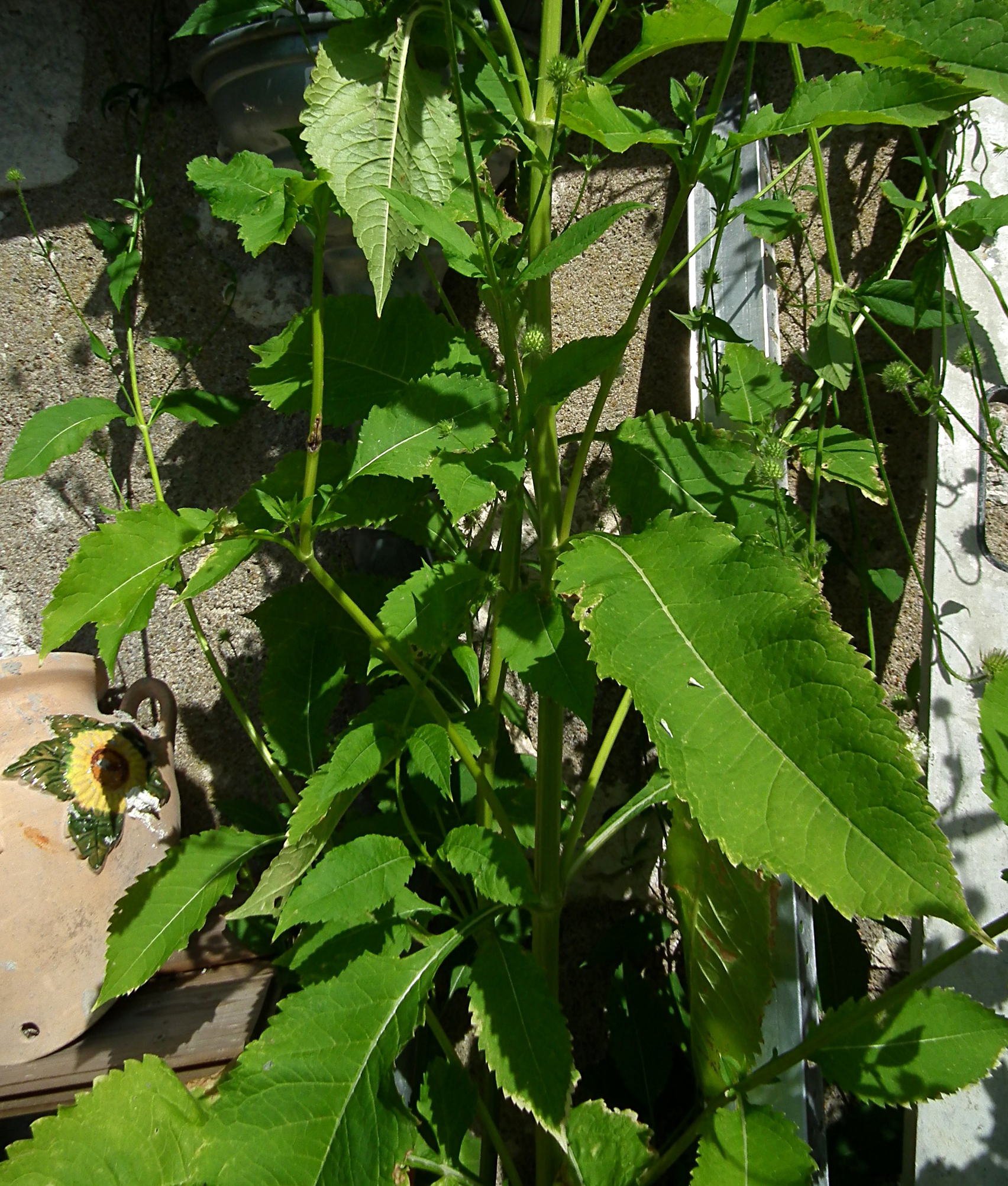
Onderste stengelbladeren
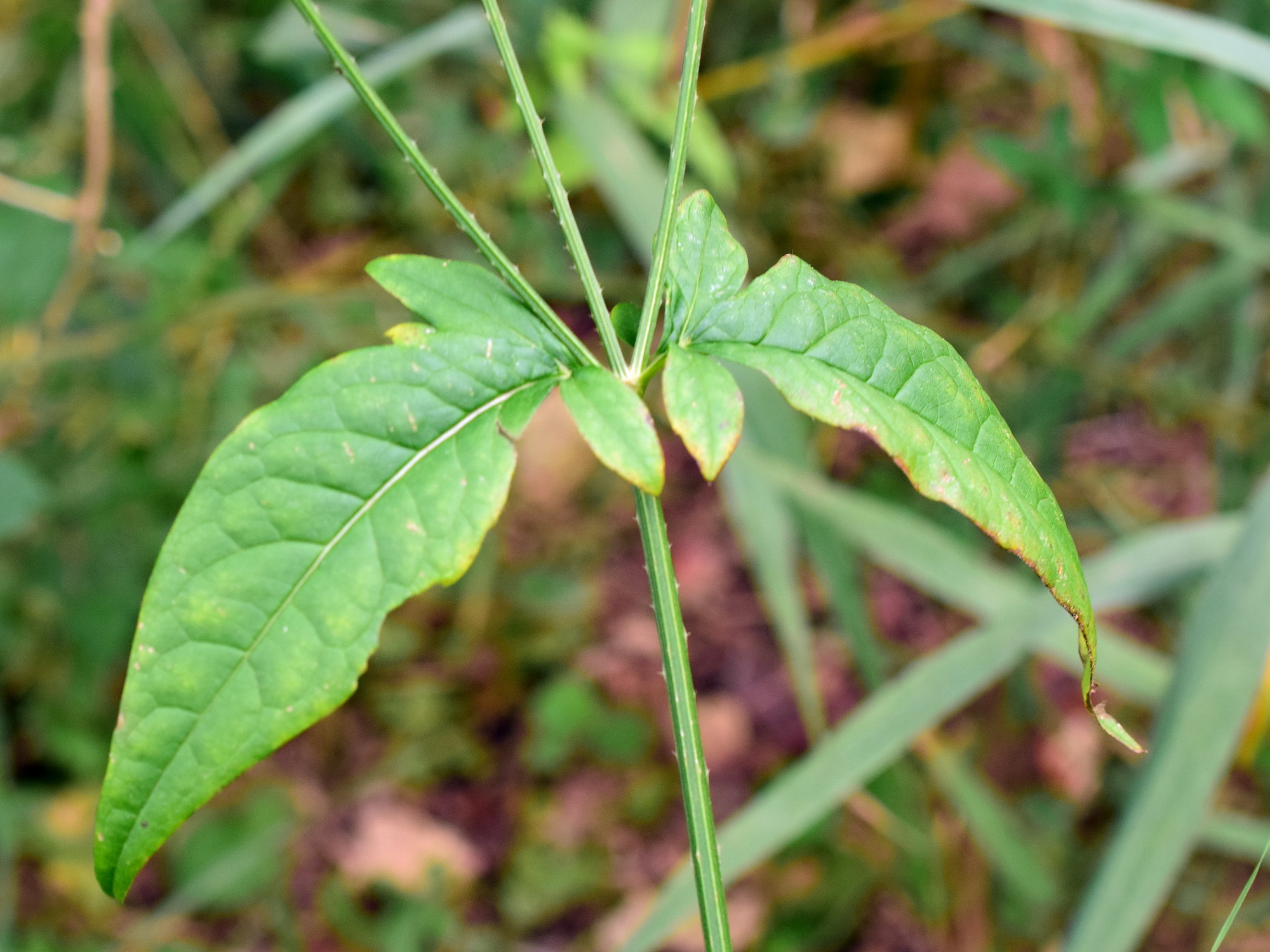
Bovenste stengelbladeren
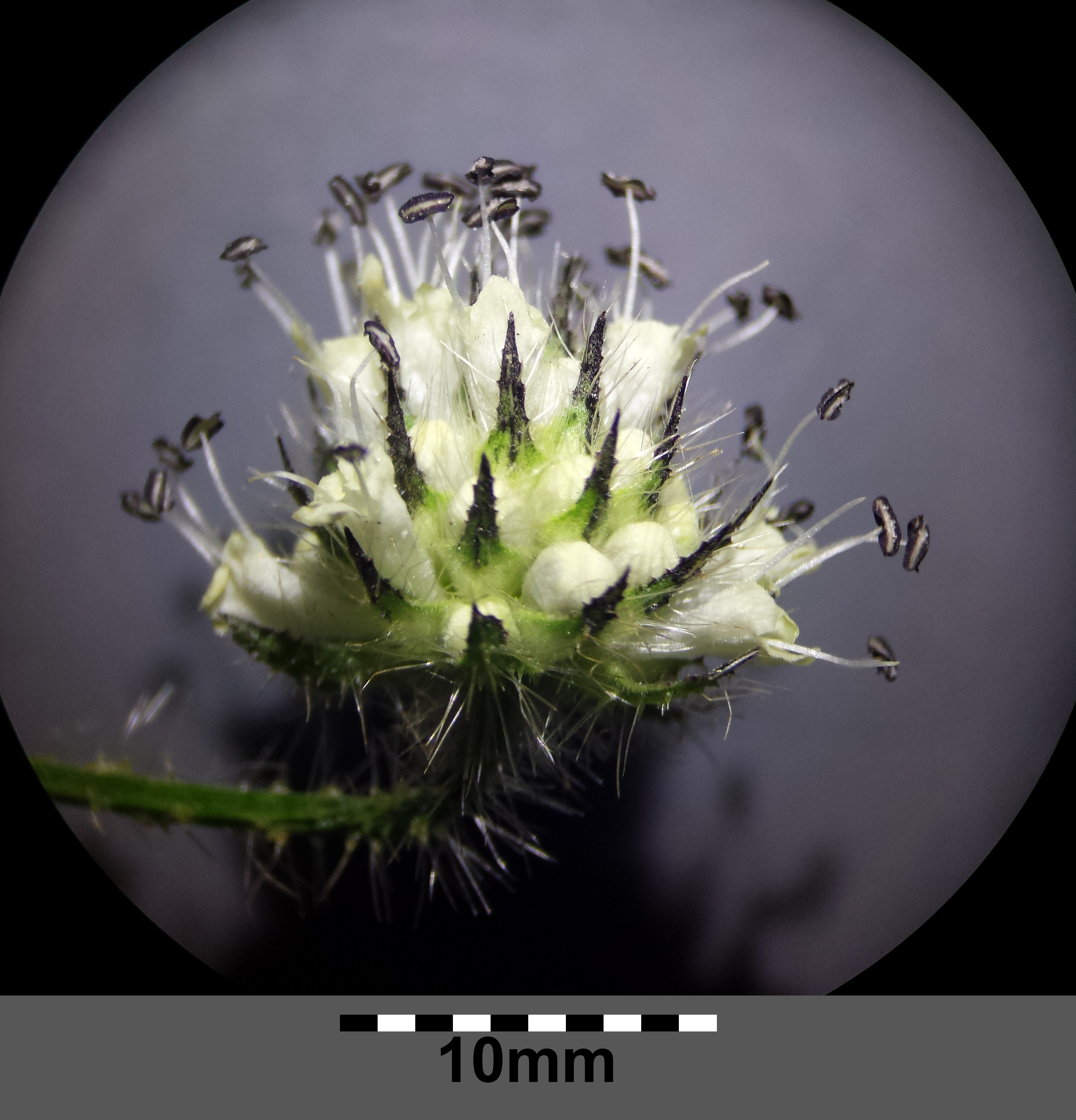
Bloeiend hoofdje
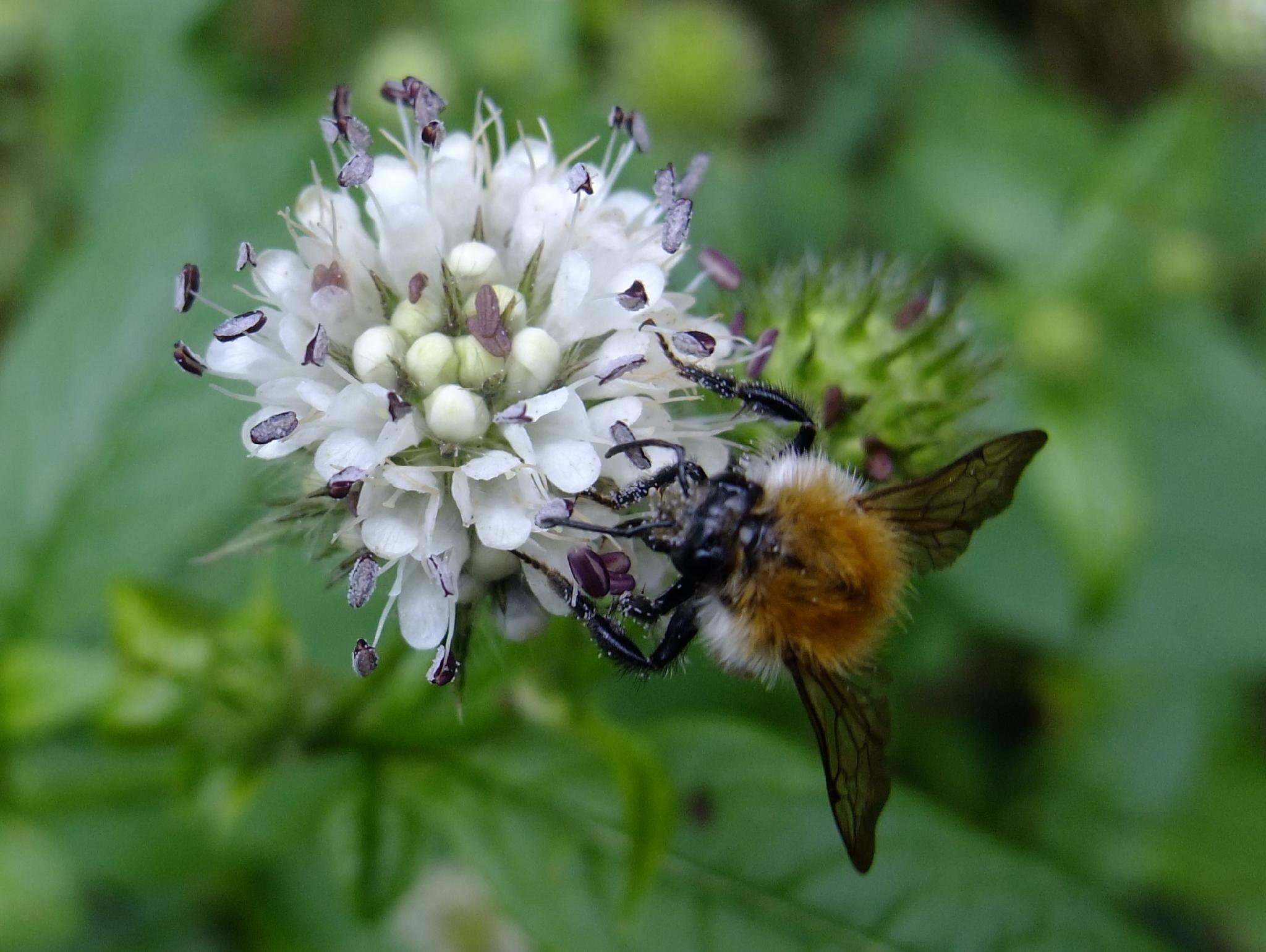
Bloeiend hoofdje met hommel
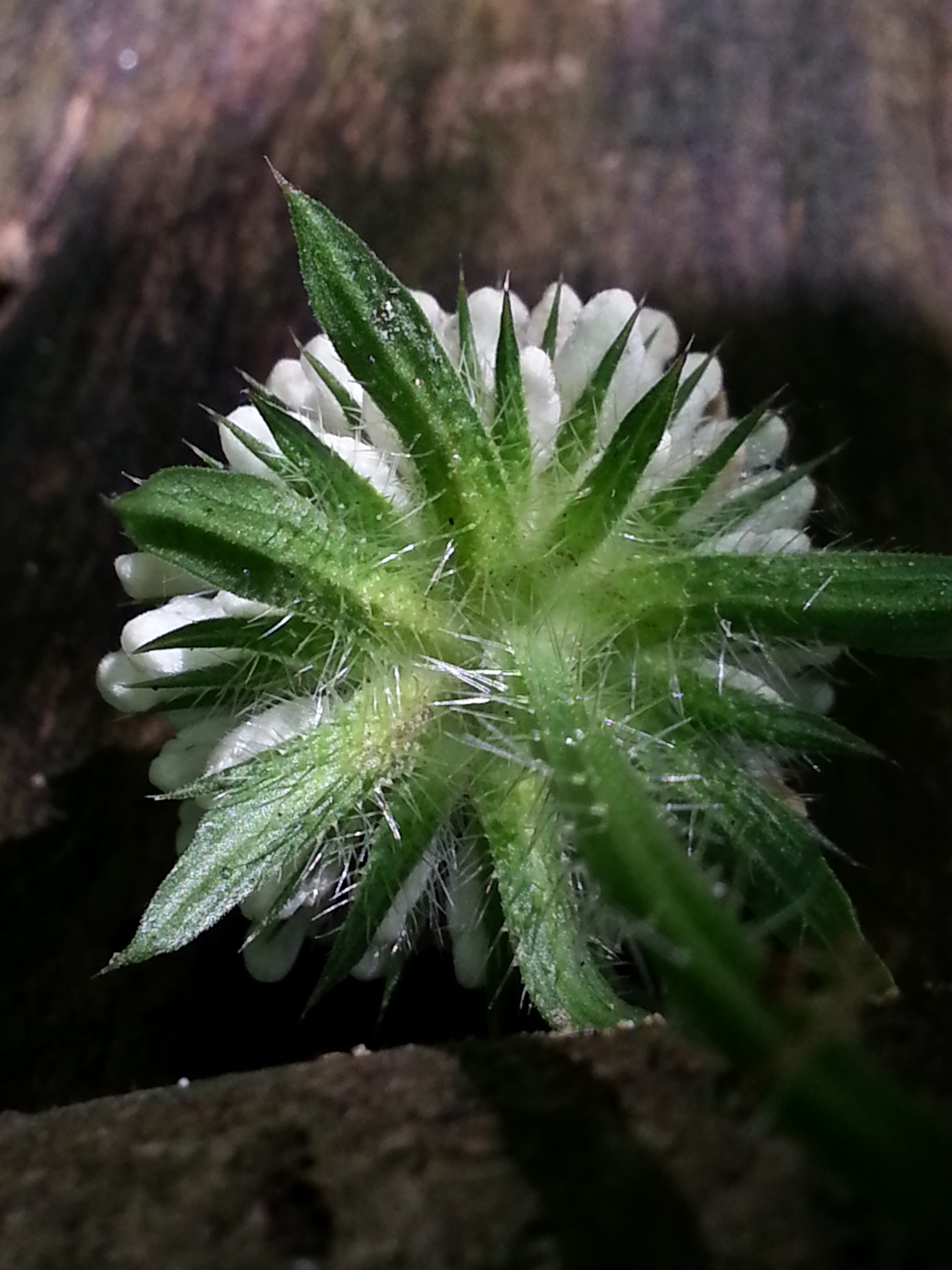
Onderzijde hoofdje met omwindselbladeren
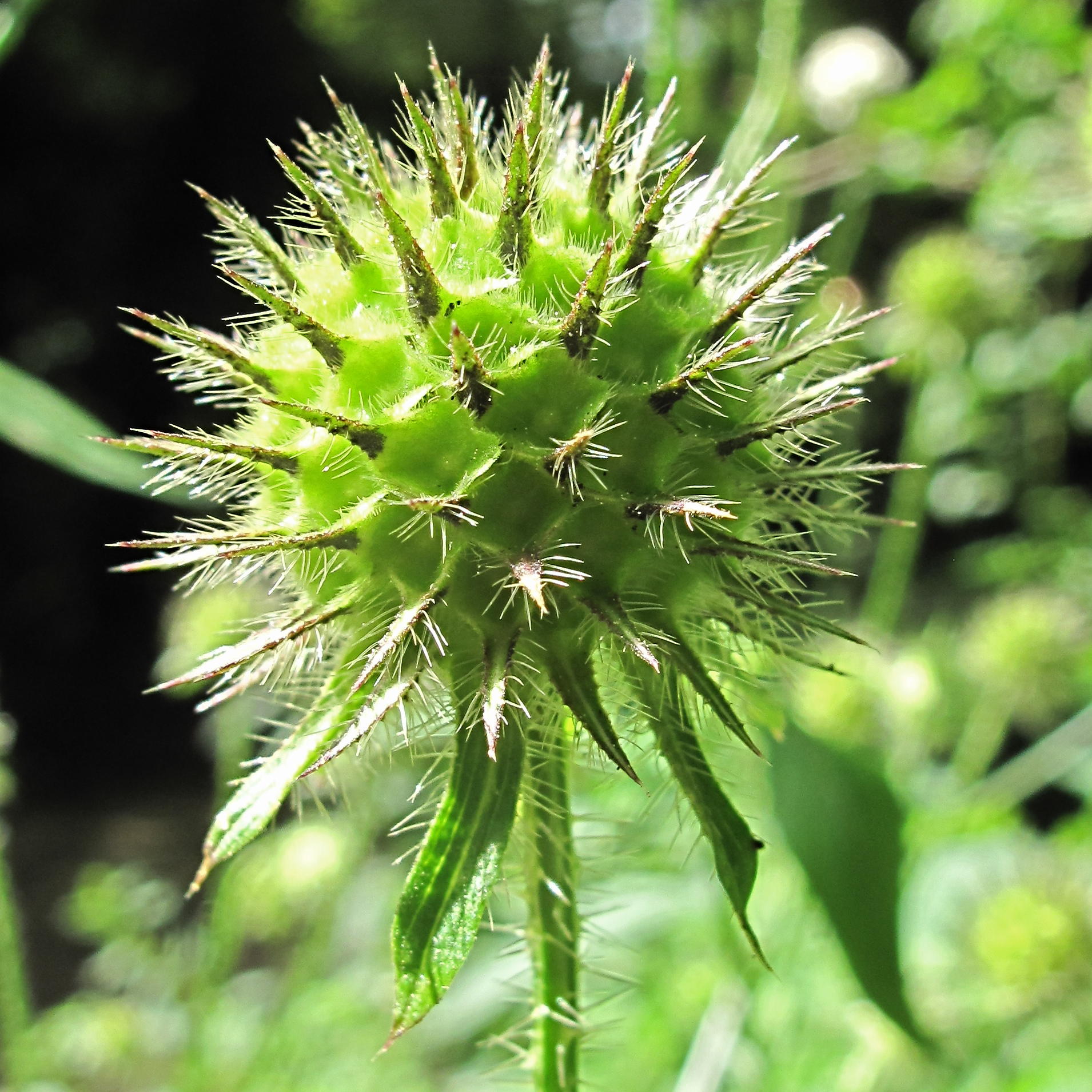
Stroschubben